# Saint-Aubin-de-Luigné
Saint-Aubin-de-Luigné är en kommun i departementet Maine-et-Loire i regionen Pays de la Loire i nordvästra Frankrike. Kommunen ligger i kantonen Chalonnes-sur-Loire som tillhör arrondissementet Angers. År 2018 hade Saint-Aubin-de-Luigné 1 254 invånare.

## Befolkningsutveckling
Antalet invånare i kommunen Saint-Aubin-de-Luigné
| Referens: INSEE |